# Дорожинский, Николай Николаевич
Николай Николаевич Дорожинский (6 декабря 1929, Херсон — 8 января 2011, Москва) — советский инженер-судостроитель, в годы Великой Отечественной войны спасший еврейского мальчика, своего сверстника. Праведник народов мира.

## Биография
Николай Дорожинский родился в 1929 году. До войны проживал в Херсоне вместе с бабушкой и тётей.
После начала Великой Отечественной войны через Херсон проходила эвакуация людей из западных регионов. Среди эвакуируемых были бежавшая из Одессы еврейка Ада Могилевская и её сын — одиннадцатилетний Владимир, которые укрылись у Дорожинских. Однако они не успели перебраться через Днепр и 19 августа 1941 года оказались в оккупации.
После оккупации немецкий комендант города обязал евреев носить на одежде шестиконечную звезду, и Могилевские повиновались указу. Однако позже, по совету Наталии Ивановны Давидович, бабушки Николая Дорожинского, Ада Могилевская отпорола звёзды с одежды и уничтожила документы, которые могли бы выдать их еврейское происхождение.
В декабре 1943 года немцы стали вывозить людей из некоторых районов Херсона. Николай Дорожинский вместе с Могилевскими оказался в селе Малодворянка Николаевской области. Весной 1944 года немецкие полицаи собрали всё мужское население села в возрасте от 14 до 65 лет и отправили этапом на запад. Из соображений безопасности Николай предложил Володе поменяться одеждой: так его внешность не бросалась в глаза. Во время перегона Владимир и Николай представлялись родными братьями, везде предъявляя метрику Дорожинского.
После прибытия в лагерь Штрассхоф в Австрии они подверглись проверкам по различным параметрам: религиозным, политическим, медицинским. Тем не менее, вновь смогли убедить немецкие власти в своём родстве. Им были оформлены документы на имя Владимира Николаевича и Николая Николаевича Дорожинских.
Из лагеря Дорожинский и Могилевский были отправлены в город Эйхихт в Тюрингии. На протяжении года они были задействованы на строительных работах. В апреле 1945 года в Тюрингию вошли союзные войска, и Николай Дорожинский вместе с семьёй Могилевских смог вернуться в Херсон.
В 1951 году Николай Дорожинский окончил Херсонский судомеханический техникум.
В 1960 году получил высшее образование по специальности инженер-механик по судовым силовым установкам. В 1965 году переехал в Москву, где работал в министерстве судостроительной промышленности СССР.
В апреле 1999 года израильский Институт Катастрофы и героизма «Яд ва-Шем» присвоил Николаю Дорожинскому почётное звание праведник народов мира. Его имя выгравировано на Стене почёта в Саду праведников народов мира в Иерусалиме.

## Общественная деятельность
В 1997 году Николай Дорожинский был избран заместителем председателя Российского союза бывших малолетних узников фашизма, позже стал его председателем. В 1998 году был избран секретарём Международного союза бывших малолетних узников фашизма.
Занимал пост президента Клуба Праведников народов мира — граждан России при НПЦ «Холокост».
За свою деятельность Николай Дорожинский был награждён орденом Дружбы и медалью Преподобного Сергия Радонежского I степени.